# 温哥华岛狼
温哥华岛狼是一个太平洋西北地區特有的灰狼亚种。相对于其他的灰狼亚种，温哥华岛狼有着独特的生活方式，以海产作为它的主要食物。
狼在当地土著人民的文化和精神信仰中发挥着重要作用。在英屬哥倫比亞省和阿拉斯加州的部分土著神话中，戈纳卡代特和瓦斯戈等神话生物可能是受到了温哥华岛狼的启发。

## 描述
温哥华岛狼身长在一米二到一米五之间，体重在29到40公斤之间，较其他英属哥伦比亚省内陆狼小。和其他的狼一样，雄性温哥华岛狼比雌性的温哥华岛狼大。